# トランプボーイII
『トランプボーイII』は、パック・イン・ビデオが1990年11月9日に発売したゲームボーイ用ソフト。

## 概要
大富豪・ アメリカンページワン・7ならべの3つのトランプのゲームが遊べる。
最大4人での対戦が可能となっている。
「大富豪」では「ジ・エンターテイナー」、「アメリカンページワン」では「ゴセックのガヴォット」の音楽が流れる。

## ゲーム内容

### 大富豪
- プレイヤーの数1 - 4名に応じてCPUを2 - 5名加えた6名が同時に参加する。
- ジョーカーは1枚で、ワイルドカードとしての使用は不可。
- ゲームを始める前にシーケンスルール（同じマークの番号続きを3枚から5枚まで同時に出す）の設定が可能。
- 最初の順番はランダム。
- 大貧民は配付時に2枚の強いカードを大富豪に取られ、大富豪は配付時に不要なカード2枚を大貧民に渡す。
- 貧民は配布時に1枚の強いカードを富豪に取られ、富豪は配付時に不要なカード1枚を貧民に渡す。
- 2回目以降の順番は大貧民→貧民→平民（2人いる場合は順位が上が先）→富豪→大富豪。
- 最初の持ち点についてゲームを始める前に10点から100点までの間で設定することができる。
- 大富豪は+10点・富豪+5点・貧民は−5点・大貧民は−10点。
- 持ち点が0点になったら脱落。
- 3者が脱落し、残り3者になったら、その時点の3者の持ち点で上から順位を決定。

### ページワン
- プレイヤーの数1 - 4名に応じてCPUを0 - 3名加えた4名が同時に参加する。
- 役札として「ひとりとばし」「2まいどり」「はんてん」「マーク」の4種類が設定されている。ゲームを始める前に役札の設定の変更や廃止が可能。
  - 「ひとりとばし」 - 次の者の順番は抜かされ向かい側の人の番となる。
  - 「2まいどり」 - 次の者は同じ数字のカードしか出せず、出せるカードが無い場合は同じ数字のカードを出した人分の山札から2倍のカードを引くことになる。
  - 「はんれん」 - カードを出す順番が逆回りになる。
  - 「マーク」 - 場札のマークを任意に変える。
- 参加者全員に7枚のカードが配られる。
- 参加者は順番が来たら、台札と同じマークのカード又は同じ数字のカードを出すことで手札を減らしていくことを目指す。
- 台札に対して出せるカードがない時や意図的に出したくない場合は山札からカードを1枚引くことになる。
- 手札が2枚になった者は最後から2枚目のカードを出す時に、「PAGE ONE」（操作方法としては「十字ボタンの下を押しながらAボタンを押す」）と宣言しなくてはならない。
- 手札が0枚になった者が勝利。
- 参加者が5勝するとゲーム終了。
- 参加者は手札が13枚以上となると「破産」となり、その回のプレイには参加できなくなる。

### 7ならべ
- プレイヤーの数1 - 4名に応じてCPUを0 - 3名加えた4名が同時に参加する。
- ゲーム開始前に「ジョーカールール」と「反対出しルール」の有無を選択することができる。
  - 「ジョーカールール」 - 自分が出して欲しい場所に「ジョーカー」を置き、その隣に自分のカードを置くことができる。「ジョーカー」の置かれている位置のカードを持っている参加者は手番が来たら「ジョーカー」の置かれている位置のカードを出さなくてはならない。
  - 「反対出しルール」 - 「7」から「K」までつながった場合は「A」から「6」に向かってカードを出さなければならず「6」から「A」に向かってカードを出すことができない。同様に、「7」から「A」までつながった場合は「K」から「8」に向かってカードを出さなければならず「8」から「K」に向かってカードを出すことができない。
- ゲーム開始時に参加者全員にカードを配り、7のカードを持っている場合は場の中央に出され、縦に並べられる。
- 参加者は場に出ているカードと続きのカードを出すことで手札を減らすことを目指す。
- 参加者は出せるカードがない時や他の参加者を邪魔したい時はパスが可能。
- 3回パスをした参加者がカードを出すことができない場合は「破産」となり、手札は各カードに応じた位置に置かれ、その回のプレイには参加できなくなる。
- 手札が0枚になった者が勝利。
- 参加者が5勝するとゲーム終了。